# Lilla Öradtjärnen
Lilla Öradtjärnen är en sjö i Vansbro kommun i Dalarna och ingår i Dalälvens huvudavrinningsområde.